# Francs Borains
Royal Francs Borains is een Belgische voetbalclub uit Boussu-Bois in de Borinage. De club is bij de KBVB aangesloten met stamnummer 5192 en heeft groen-wit als clubkleuren. De club speelt in de nationale voetbalreeksen.
De club is een voortzetting van de club Boussu Dour Borinage, dat onder stamnummer 167 speelde. Francs Borains speelt echter sinds 2014 onder stamnummer 5192, dat voorheen toebehoorde aan Charleroi Fleurus. 

## Geschiedenis
In 1922 was in Boussu voetbalclub SC de Boussu-Bois ontstaan; het kreeg bij de invoering van de stamnummers in 1926 stamnummer 167 toegekend. RSC Boussu-Bois speelde af en toe in de nationale reeksen. In de jaren 80 werd na een fusie de naam gewijzigd in R. Francs Borains. In 2008 werd de naam gewijzigd in Boussu Dour Borinage. De club kende de volgende jaren echter financiële moeilijkheden en raakte moeilijk aan een licentie.
In 2014 werd Boussu Dour benaderd door RFC Sérésien, een Luikse eersteprovincialer met stamnummer 23, die was overgenomen door de Franse tweedeklasser FC Metz. Sérésien wou sneller hogerop dan via de sportieve weg zou kunnen en zocht naar een over te nemen stamnummer van een club uit een hogere reeks om zo meteen enkele niveau hoger te kunnen aantreden. Boussu Dour was bereid zijn stamnummer 167 over te dragen, op voorwaarde dat het zelf een ander stamnummer vond om over te nemen in de nationale reeksen en het zijn nationale jeugdwerking kon behouden.
Dat vonden ze bij Roberto Leone, die eigenaar was van stamnummer 5192 van Charleroi Fleurus in Derde Klasse en van stamnummer 94 van FC Charleroi in Vierde Klasse. Beide stamnummers waren de voorbije jaren ettelijke keren betrokken in een fusie of een verhuis. Stamnummer 5192 was ontstaan in 1949 als SC Lambusart, werd in 1978 fusieclub SC Lambusart-Fleurus, en in 2002 RJS Heppignies-Lambusart-Fleurus, om in 2013 in handen te komen van de eigenaars van FC Charleroi, zelf ontstaan uit RACS Couillet. Zij brachten hun eerste elftal bij stamnummer 5192 onder in Derde Klasse als Charleroi Fleurus; hun overgebleven stamnummer 94 bleef nog in Vierde Klasse spelen.
Leone wou zich wat terugtrekken uit het voetbal en deed zijn stamnummers van de hand. Het kwam tot een akkoord met Boussu Dour Borinage, dat stamnummer 5192 zou overnemen en zo ook zijn nationale jeugdwerking behield. Stamnummer 94 zou een nieuwe club in de regio rond Charleroi huisvesten, en administratief fusioneren met het overbodige stamnummer 23 van RFC Sérésien om hun nationaal jeugdlabel over te verkrijgen. Zijn eigen stamnummer 167 liet Boussu Dour over aan Seraing United.

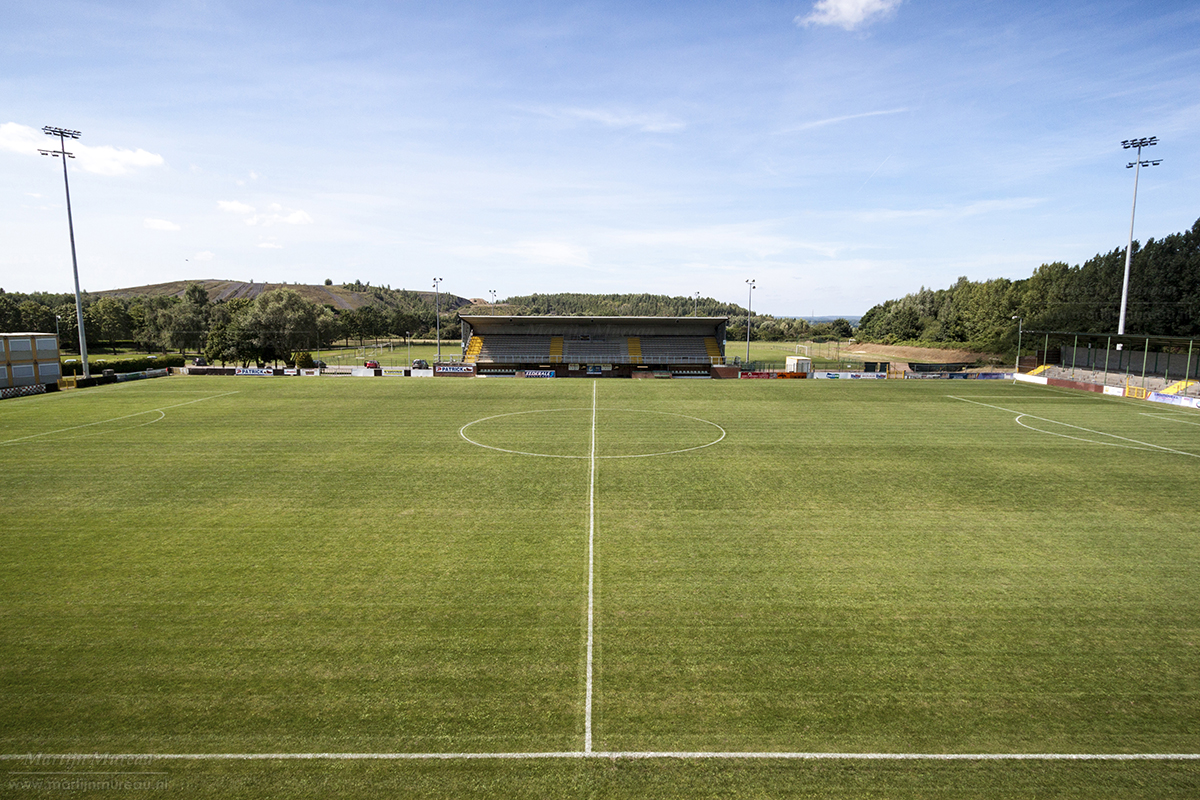
Stade Robert Urbain, de thuisbasis van Francs Borains

Boussu Dour onder het nieuwe stamnummer 5192 nam de oude naam Francs Borains aan. Aangezien stamnummer 5192 als Charleroi Fleurus net gedegradeerd was, ging Francs Borains in 2014 van start in Vierde Klasse. De club eindigde meteen tweede in Vierde klasse en plaatste zich zo voor de promotie voor eindronde, maar daarin verloor het in de eerste ronde na strafschoppen tegen KSC City Pirates. In het tweede seizoen eindigde de club twaalfde en moest het door  de hervormingen van het Belgisch voetbal naar Derde klasse amateurs. In het eerste seizoen eindigde het derde op één punt van kampioen RWDM maar verloor het in de eindronde van RRC Mormont, maar in het tweede seizoen boekte de club wél succes in de eindronde door RFC Tournai en Jeunesse Aischoise te verslaan.
Begin 2020 werd bekend dat Francs Borains gesprekken was aangegaan met Royal Albert Quévy-Mons, de navolger van RAEC Mons. Een fusie met als doel een grote voetbalclub uit de regio Bergen en de Borinage te vormen, viel echter in verkeerde aarde bij zowel de supporters van Francs Borains als die van RAQM. De fusieplannen waren in een vergevorderd stadium, maar op 11 april 2020 trok Francs Borains de stekker uit de fusieplannen.
Overigens werd 2020 in sportief opzicht een bijzonder jaar voor Francs Borains. Vanwege de COVID-19-pandemie besloot de KBVB op 27 maart 2020 om alle competities stop te zetten en de eindrangschikking vast te stellen. De club uit de Borinage speelde 24 wedstrijden in Tweede klasse amateurs en eindigde met 52 punten bovenaan, waardoor het promotie afdwong naar Eerste klasse amateurs.
Op 24 april 2020 werd MR-leider Georges-Louis Bouchez benoemd tot voorzitter van Francs Borains.
Na twee seizoenen eindigde het op een barrageplaats om degradatie te voorkomen uit de hoogste amateurklasse, maar doordat Excel Moeskroen geen licentie kreeg voor het profvoetbal en naar de Tweede afdeling werd verwezen, bleef Francs Borains behouden voor Eerste Nationale. Het seizoen erop promoveerde het (mede met behulp van een competitiehervorming) terug naar het profvoetbal door een derde plaats in Eerste nationale.

## Resultaten
| Seizoen | Klasse | Klasse | Klasse | Klasse | Klasse | Klasse | Klasse | Klasse | Klasse | Reeks                                                    | Punten                                                   | Opmerkingen                                                                                                |
|         | I      | I      | II     | III    | IV     | P.I    | P.II   | P.III  | P.IV   |                                                          |                                                          | |
| ------- | ------ | ------ | ------ | ------ | ------ | ------ | ------ | ------ | ------ | -------------------------------------------------------- | -------------------------------------------------------- | --- |
| 2014/15 |        |        |        |        | 2      |        |        |        |        | Vierde klasse B                                          | 60                                                       | Verlies in eindronde voor promotie tegen SC City Pirates Antwerpen                                         |
| 2015/16 |        |        |        |        | 12     |        |        |        |        | Vierde klasse B                                          | 33                                                       | |
|         | 1A     | 1B     | 1Am    | 2Am    | 3Am    | P.I    | P.II   | P.III  | P.IV   | Vanaf 2016-17 zijn er 3 nationale en 2 regionale niveaus | Vanaf 2016-17 zijn er 3 nationale en 2 regionale niveaus | Vanaf 2016-17 zijn er 3 nationale en 2 regionale niveaus                                                   |
| 2016/17 |        |        |        |        | 3      |        |        |        |        | Derde klasse Am.                                         | 60                                                       | Verlies in eindronde voor promotie tegen RRC Mormont                                                       |
| 2017/18 |        |        |        |        | 2      |        |        |        |        | Derde klasse Am.                                         | 66                                                       | Winst in eindronde                                                                                         |
| 2018/19 |        |        |        | 4      |        |        |        |        |        | Tweede klasse Am.                                        | 52                                                       | Verlies in eindronde voor promotie tegen URSL Visé                                                         |
| 2019/20 |        |        |        | 1      |        |        |        |        |        | Tweede klasse Am.                                        | 52                                                       | Competitie stopgezet vanwege coronapandemie, wel promotie.                                                 |
| 2020/21 |        |        | -      |        |        |        |        |        |        | Eerste nationale                                         | -                                                        | Competitie stopgezet vanwege coronapandemie                                                                |
| 2021/22 |        |        | 13     |        |        |        |        |        |        | Eerste nationale                                         | 32                                                       | Barrageplaats vermeden doordat Excel Moeskroen geen proflicentie kreeg                                     |
| 2022/23 |        |        | 3      |        |        |        |        |        |        | Eerste nationale                                         | 77                                                       | Vanwege opschaling van twaalf naar zestien ploegen in 1B werd promotie bewerkstelligd met een derde plaats |
| 2023/24 |        | 14     |        |        |        |        |        |        |        | Eerste klasse B                                          | 32                                                       | |
| 2024/25 |        | 12     |        |        |        |        |        |        |        | Eerste klasse B                                          | 28                                                       | |

## Bekende (oud-)spelers
- Giovanni Cacciatore
- Chemcedine El Araichi
- Charly Konstantinidis
- Dare Nibombe
- Romeo Seka Affessi
- Frédéric Stilmant
- Alexandre Teklak
- Bertin Tokéné
- Vittorio Villano
- Jonathan Walasiak
- Laurent Wuillot

## Trainers
- 2007-2008:  Patrick Thairet
- 2008-2009:  Patrick Thairet
- 2009-2010:  Patrick Thairet
- 2010-2011:  Roch Gérard
- 2011-2012:  Roch Gérard
- 2012-2013:  Frédéric Stilmant,  Salvatore Lenti
- 2013-2014:  Salvatore Lenti,  Kazimierz Jagiello,  Fabrice Van Robays
- 2014-2015:  Alain Decuyper,  Chemcedine El Araichi
- 2015-2016:  Geoffrey Valenne,  Michel Wintacq,  Emmanuel Massaux
- 2016-2017:  Emmanuel Massaux,  Nicolas Huysman
- 2017-2018:  Nicolas Huysman
- 2018-2019:  Nicolas Huysman
- 2019-2020:  Dante Brogno
- 2020-2021:  Dante Brogno
- 2021-2022:  Dante Brogno,  Steve Pischedda
- 2022-2023:  Arnauld Mercier
- 2023-2024:  Arnauld Mercier,  Sébastien Grandjean
- 2024-2025:  Sébastien Grandjean,  Hicham El Alaoui,  Karim Belhocine